# Jordbearbetning

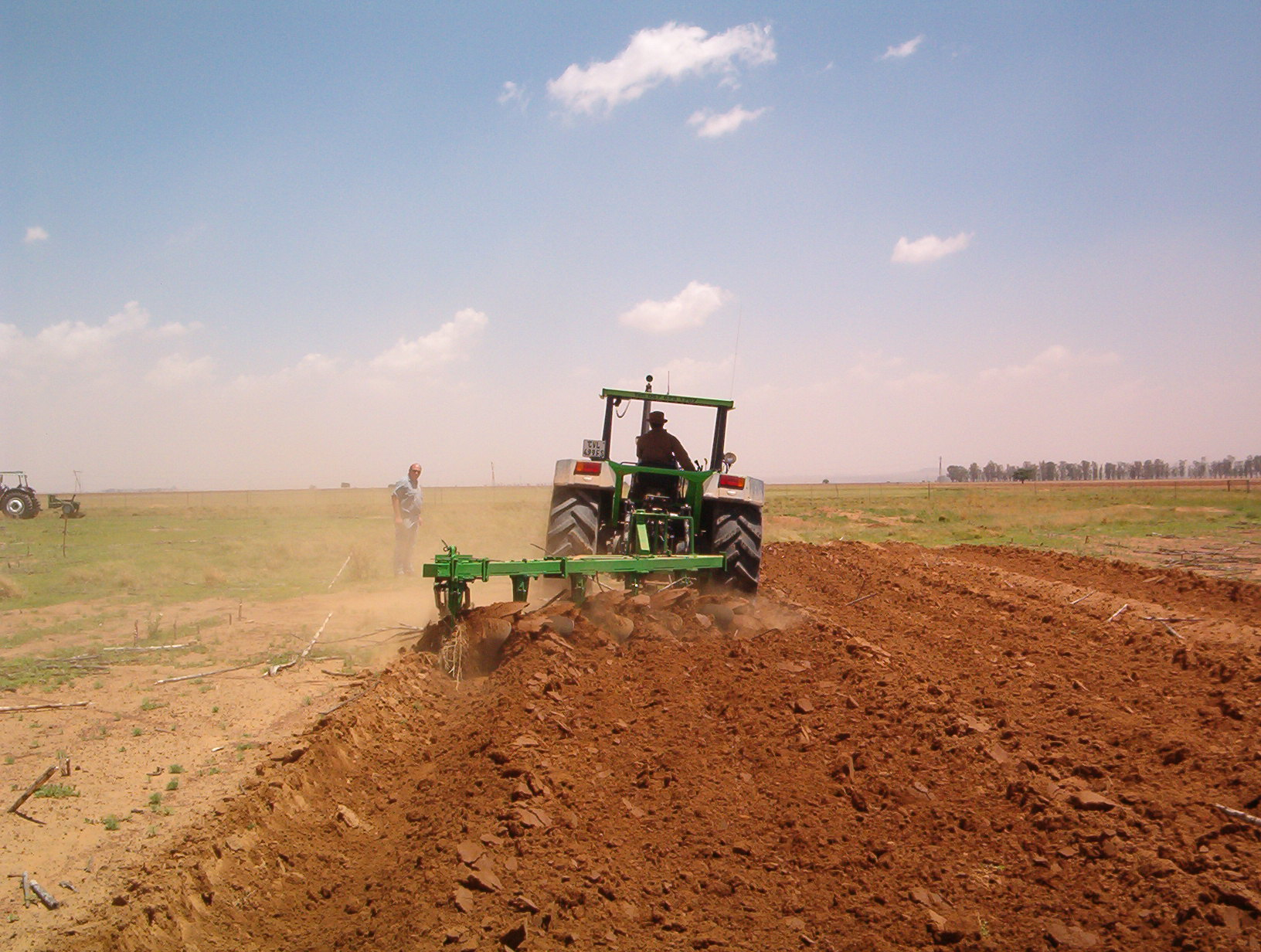
Jordbearbetning genom plöjning med hjälp av en traktordragen plog.

Jordbearbetning är inom jordbruket ett samlingsnamn för harvning, plöjning och vältning, det vill säga förbereda jorden för odling av gröda.
Jordbearbetningen syftar bland annat till att blanda in mer luft i jorden (vilket kan få växtrötterna att växa djupare och öka tillväxten av mikroorganismer), luckra upp, blanda och fördela organiska ämnen (humus) och mineralnäringsämnen i jorden och förstöra ogräs. Bearbetningen ger även jorden lämplig fuktighet och porositet.